# Bojitch
Bojitch est, chez les Slaves du sud, un personnage du début de l'hiver. 
Il est mentionné dans les koliadki (chants rituels). Son symbole est un cerf aux bois d'or ; il marque le début du nouveau cycle solaire (solstice d'hiver). Badniak (l'année passée) brûle dans le feu alors que Bojitch (nouvel an) apporte le renouveau du soleil, la renaissance du printemps, le rajeunissement de la nature .
Cette tradition a été récupérée par le christianisme orthodoxe et Bojitch (Božić) est le nom donné chez les Serbes et les Croates à la fête de Noël.